# Silicider
Silicider är kiselföreningar av variabel sammansättning. De är strukturellt närmare borider än karbider.

## Egenskaper
Till utseendet påminner de om metaller och många är elektriskt ledande. I likhet med borider och karbider, kan sammansättning hos silicider inte enkelt anges som kovalenta molekyler. De kemiska bindningarna i silicider sträcker sig från ledande metalliknande strukturer till kovalenta eller joniska. Silicider av alla icke-övergångsmetaller har beskrivets, med undantag för beryllium.
Kiselatomer i silicider kan ha många möjliga former:
- Isolerade kiselatomer: elektriskt ledande Cu5Si, (V, Cr, Mn)3Si, Fe3Si, Mn3Si och icke-ledande (Mg, Ge, Sn, Pb)2Si, (Ca, Ru, Ce, Rh, Ir, Ni)2Si
- Si2-par: U3Si2, samt Hf- och Th- silicider
- Si4-tetraedrer: KSi, RbSi, CsSi
- Sin-kedjor: USi, (Ti, Zr, Hf, Th, Ce, Pu)Si, CaSi, SrSi, YSi
- Plana hexagonala, grafitliknande Si-lager: β-USi2, silicider av andra lantanoider och aktinoider
- Vågformade hexagonala Si-skikt: CaSi2
- Öppna tredimensionella Si-skelett: SrSi2, ThSi2, α-USi2

## Framställning
Silicider framställs i allmänhet genom att smälta en metall i närvaro av kisel. En silicid framställd genom en självjusterande process kallas en salicid. Detta är en process där silicidkontakter bildas i endast de områden där den deponerad metallen (som efter glödgning blir en metallkomponent av siliciden) är i direkt kontakt med kisel, följaktligen, är processen självjusterande.

## Användning
Tekniskt utnyttjas silicider vid tillverkning av stål (kalciumsilicider) och som värmeledare (molydensilicid).
Grupp 1- och 2- silicider t.ex. Na2Si och Ca2Si, reagerar med vatten under bildning av väte och/eller silaner. På Consumer Electronics Show (CES) 2012 introducerades en säker och miljövänlig 1kW- eller 3kW- mobiltelefonladdare med natriumsilicid, som körs på vatten, för "människor som tillbringar längre tid borta från elnätet”. Vilken som helst typ av vatten kan användas, även saltvatten.

### Allmänna källor
- Bra Böckers lexikon, 1979